# Antietam (Schiff, 1987)
Antietam ist ein ehemaliges Kriegsschiff, das von 1987 bis 2024 im Dienst der United States Navy stand. Der ehemalige Lenkwaffenkreuzer gehört der Ticonderoga-Klasse an und trägt die Schiffskennung CG-54.

## Geschichte
CG-54 wurde 1983 in Auftrag gegeben und im November 1984 bei Ingalls Shipbuilding auf Kiel gelegt. Nach 15 Monaten lief der Kreuzer vom Stapel und wurde auf den Namen Antietam getauft. Sie wurde nach der Schlacht am Antietam von 1862 benannt. Im Sommer 1987 wurde das Schiff im Hafen von Baltimore in Dienst gestellt und in die Flotte eingegliedert.
Durch den Panamakanal erreichte die USS Antietam im Anschluss ihren ersten Heimathafen, Long Beach in Kalifornien. Die erste Verlegung begann im September 1988 und führte das Schiff in den Persischen Golf, wo es an der Operation Earnest Will teilnahm. Im Juni 1990 begann der zweite Einsatz, während dessen das Schiff im Pazifik verbleiben sollte. Die irakische Kuwait-Invasion und der darauf folgende Golfkrieg bedingten jedoch eine Änderung der Pläne, die USS Antietam fuhr im August ins Arabische Meer ein. Dort gewährte sie den anwesenden Schiffen Luftschutz. 1992 nahm der Kreuzer an einer Serie von Übungen mit befreundeten Marinen im Pazifik teil. 1993 fuhr sie im Rahmen der Operation Southern Watch wieder im Golf, danach folgte die erste reguläre Überholung in der Long Beach Naval Shipyard.
1996 nahm der Kreuzer an der Übung RIMPAC teil, 1997 fuhr er ein weiteres Mal in den Golf, er war Teil der Eskorte der Kitty Hawk, 1998 nahm er wieder an der Übung RIMPAC teil. 2001 war die Antietam mit dem Träger Carl Vinson im Persischen Golf. 2003 war das Schiff im Irakkrieg im Einsatz. Mit der USS Carl Vinson fand die Verlegung 2003 in den westlichen Pazifik statt, 2005 dann ein weiteres Mal in den Persischen Golf. Da die USS Carl Vinson im Anschluss daran in die Werft ging, folgte die nächste Fahrt 2007 an der Seite der John C. Stennis, mit der sie auch 2009 wieder in den Westpazifik fuhr.
Bei einer Grundberührung am 31. Januar 2017 in der Bucht von Tokio wurden die Schiffspropeller beschädigt und gelangten 1.100 Gallonen Öl in das Wasser. Das Schiff kehrte mit Schlepperunterstützung in den Hafen zurück.
Am 28. August 2022 durchfuhr der Kreuzer zusammen mit der Chancellorsville demonstrativ die Taiwanstraße. China beansprucht die Taiwanstraße für sich.
Im Januar 2024 wurde sie von Yokosuka nach Pearl Harbor umbeheimatet. Sie wurde in Joint Base Pearl Harbor-Hickam am 27. September 2024, dem gleichen Tag wie das Schwesterschiff Leyte Gulf, außer Dienst gestellt und aus der Liste der aktiven Schiffe gestrichen.